# MILNET

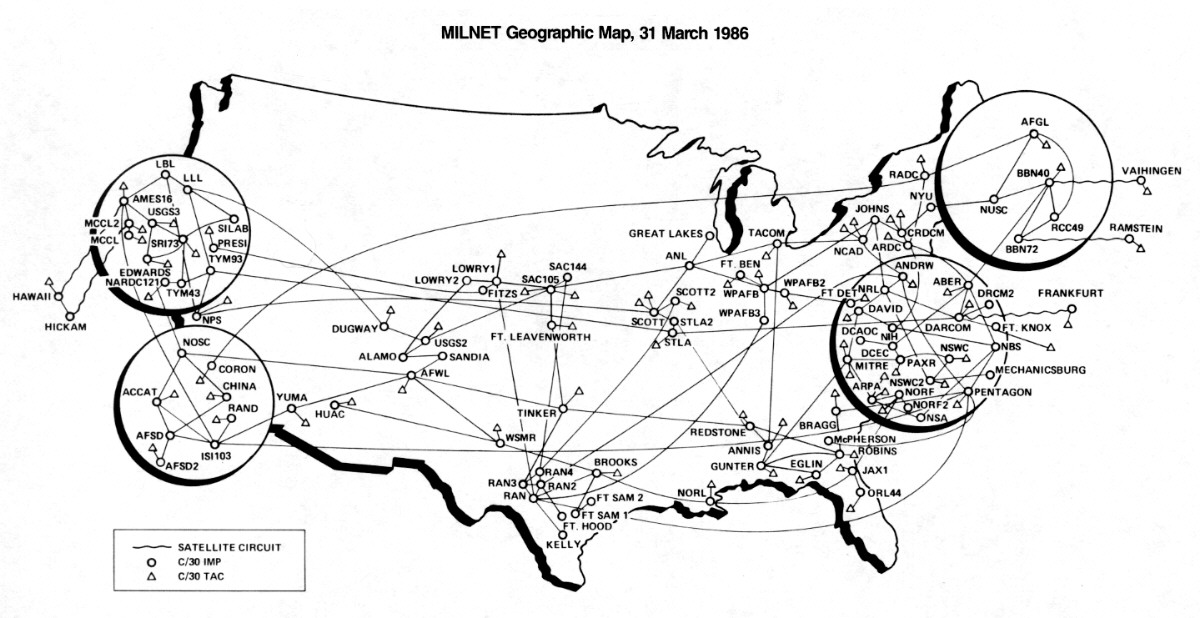
La rete MILNET negli USA nel 1986 circa

MILNET è il nome che venne dato alla parte di rete militare inizialmente operante all'interno di ARPANET, il predecessore dell'odierno Internet, designato per il traffico non classificato del Dipartimento della Difesa degli Stati Uniti. Originariamente le due reti erano unite, la divisione fu mirata ad evitare accessi civili alla rete militare. 
Quando MILNET venne divisa da ARPANET nel 1983, ARPANET rimase in servizio per le comunità accademiche e di ricerca, ma una connessione diretta fra le due reti fu limitata per ragioni di sicurezza. Dei server gateway ben monitorati rimasero comunque attivi per smistare la posta elettronica fra le due reti.
Fu la BBN Technologies ad occuparsi della gestione di MILNET, così come fece a suo tempo per ARPANET, e di conseguenza le reti si ritrovarono ad usare tecnologie molto simili fra loro.
Durante gli anni ottanta, MILNET si espanse, divenendo il Defense Data Network, un sistema a livello globale di reti a differente livello di sicurezza.

## NIPRNet
Negli anni novanta, MILNET divenne NIPRNet.
NIPRNet (Unclassified but Sensitive Internet Protocol Router Network o Non-classified Internet Protocol Router Network) è una rete militare che dagli anni 1990 sostituì MILNET, la rete militare che era stata creata dalla rete ARPANET quando questa divenne di dominio pubblico.